# 古城镇 (平武县)
古城镇，是中华人民共和国四川省绵阳市平武县下辖的一个乡镇级行政单位。2019年12月，撤销水田羌族乡，将其所属行政区域划归古城镇管辖，古城镇人民政府驻政府街1号。

## 行政区划
古城镇下辖以下地区：
古城社区、火炬村、民权村、朝阳村、柏林村、山河村、龙咀村、青羊村、石马村、又新村、阳南村、沙坪村、建新村、石坪村、白草村、桑坪村、玉村、青杠村和新阳村。